# Ярмола Олександр Юрійович

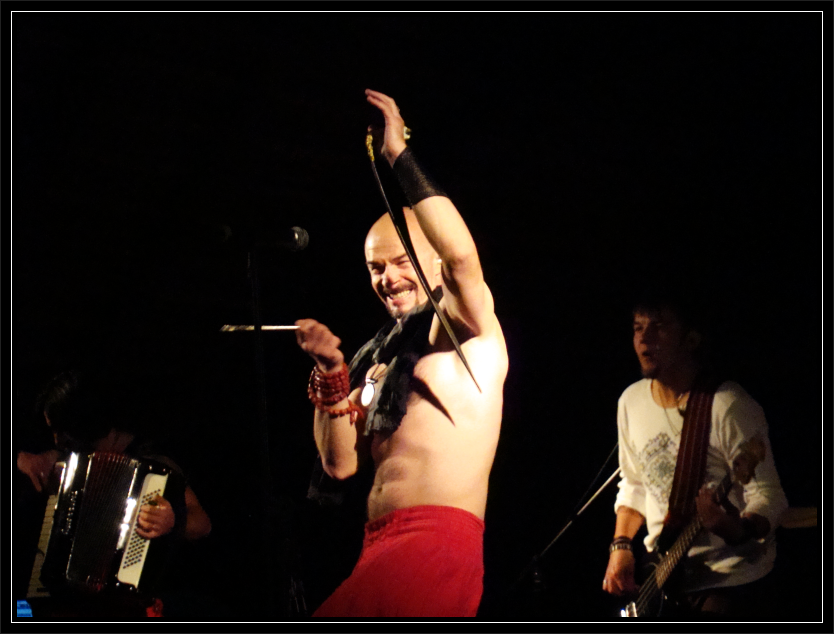

Олекса́ндр Ю́рійович Ярмо́ла (нар.8 квітня 1966, Чорнобиль) — український музикант, вокаліст, автор текстів, засновник та лідер козак-рок гурту «Гайдамаки».

## Життєпис
Олександр народився 8 квітня 1966 року у місті Чорнобиль. Середню освіту здобував у київській школі № 200. Потім закінчив Київський інженерно-будівельний інститут, київське музичне училище і Національну музичну академію ім. П. І. Чайковського по класу вокалу. Із 1986 по 1989 рік був лідером київського хеві-метал гурту Jaguar. У 1991 році Олександр на деякий час радикально змінив своє музичне амплуа і став баритоном у Національному Академічному народному хорі ім. Г.Верьовки.

## «Актус»
З 1993 року Олександр Ярмола — фронтмен гурту Aktus. До початку двотисячних Aktus об'їздив з концертами Україну, Польщу й Німеччину, став переможцем найбільшого тогочасного українського фестивалю Червона Рута'95 та записав два альбоми: «Гітари, серця, гранати» (1996) і «Ніхто не зна» (No One Comprehends) (1998).

## «Гайдамаки»
В 2001 році був заснований козак-рок-гурт Гайдамаки. Цього ж року Гайдамаки підписали контракт з EMI Records. З 2006 року альбоми гурту видавав німецький лейбл EastBlock Music.
«Гайдамаки» випустили 5 записаних компакт-дисків: Гайдамаки (2001), Богуслав (2004), Україна Кличе (2006), Кобзар (2008), Voo Voo та Гайдамаки (2009), а також десяток музичних кліпів. Їхні пісні включено до багатьох українських і зарубіжних збірок.
Альбом «Україна Кличе» отримав нагороду WOMEX / «World Music Charts Top Label» (2006), а «Кобзар» посів сьоме місце в музичному WorldMusic Charts Europe на радіо BBC. Платівка, записана спільно з легендарним польським гуртом Voo Voo, стала золотою. Їі номіновано на Фредеріка 2010 та нагороджено статуеткою Wirtualne Gesle 2010 року.
У складі Гайдамаків під час запису «Кобзара» Олександр Ярмола співпрацював з відомим саунд-продюсером Маріо Активатором, польськими зірками Pablopavo і Reggaenerator з Vavamuffin і Grabaz (Pidżama Porno / Strachy na Lachy). У створенні реміксу на пісню «Вітер Віє» брали участь учасники гурту Zion Train. У 2009 році лідер козак-рок-гурту записав пісню із польським хеві-метал гуртом Rootwater.
Разом із гуртом «Гайдамаки» Олександр Ярмола об'їздив понад 18 країн, де було відіграно більше 700 концертів (здебільшого у рамках міжнародних фестивалів). А 2008 року відбувся тур «Kein Grenzen» із австрійцем Hubert Von Goisern.

## Громадська діяльність
В 2006 році Ярмола став лауреатом премії Комітету Верховної Ради України «Мистецький Олімп України» за вагомий внесок у розвиток української культури та мистецтва. Музикант брав участь у громадських та благодійних проектах. Саме тому про нього говорили і запрошували на ефіри українські й закордонні телерадіокомпанії. З 2009 року він стає публіцистом журналу «Український Тиждень». Цим виданням його представлено в проекті «Обличчя України 2010». У 2011 році Олександра було запрошено до участі у Лізі Mix Fight M-1 Україна.
Він входив до складу журі кінофестивалів Kustendorf Festival 2009 Еміра Кустуріци (Мокра Гора, Сербія), Таргова Вулиця 2010 (Лодзь, Польща), Відкрита ніч 2009 (Київ, Україна), Кіноетніка (Чернівці, Україна) та UA / PL «Alternative Music Meeting» (Київ, Україна).

## Інтереси
У вільний час займається спортом.

## Цікаві факти
- Олександр — кандидат у майстри спорту з вільної боротьби (попри те що у школі з фізкультури завжди мав «3», — мав конфлікт з викладачем — не хотів виконувати нормативів).
- В людях цінує відкритість, почуття гумору; йому неприємні особи, що одну руку тримають за спиною. Любить, коли всім добре, коли є гармонія.
- Життєве кредо: Граєш — грай! Кохаєш — кохай!

## Альбоми
- Гітари, серця, гранати (1996)
- No One Comprehends [Архівовано 25 січня 2017 у Wayback Machine.] (1998)
- Гайдамаки (2001)
- Богуслав (2004)
- Перверзія (2005)
- Ukraine Calling (2006)
- Кобзар (2008)
- Voo Voo i Haydamaky (4 червня 2009, Польща)
- Годі спати! (2013)
- УкрОп (2015)

## Сингли
- Kobzar-prolog (2008)
- Kobzar (2008) (промо)
- Wyszła młoda (2009)